# Castell de Nakagusuku
El Castell Nakagusuku (中城城, Nakagusuku-jō) és un gusuku situat a Kitanakagusuku, Okinawa, Japó. Va ser construït durant el Regne de Ryūkyū i es troba reduït a ruïnes.

## Història

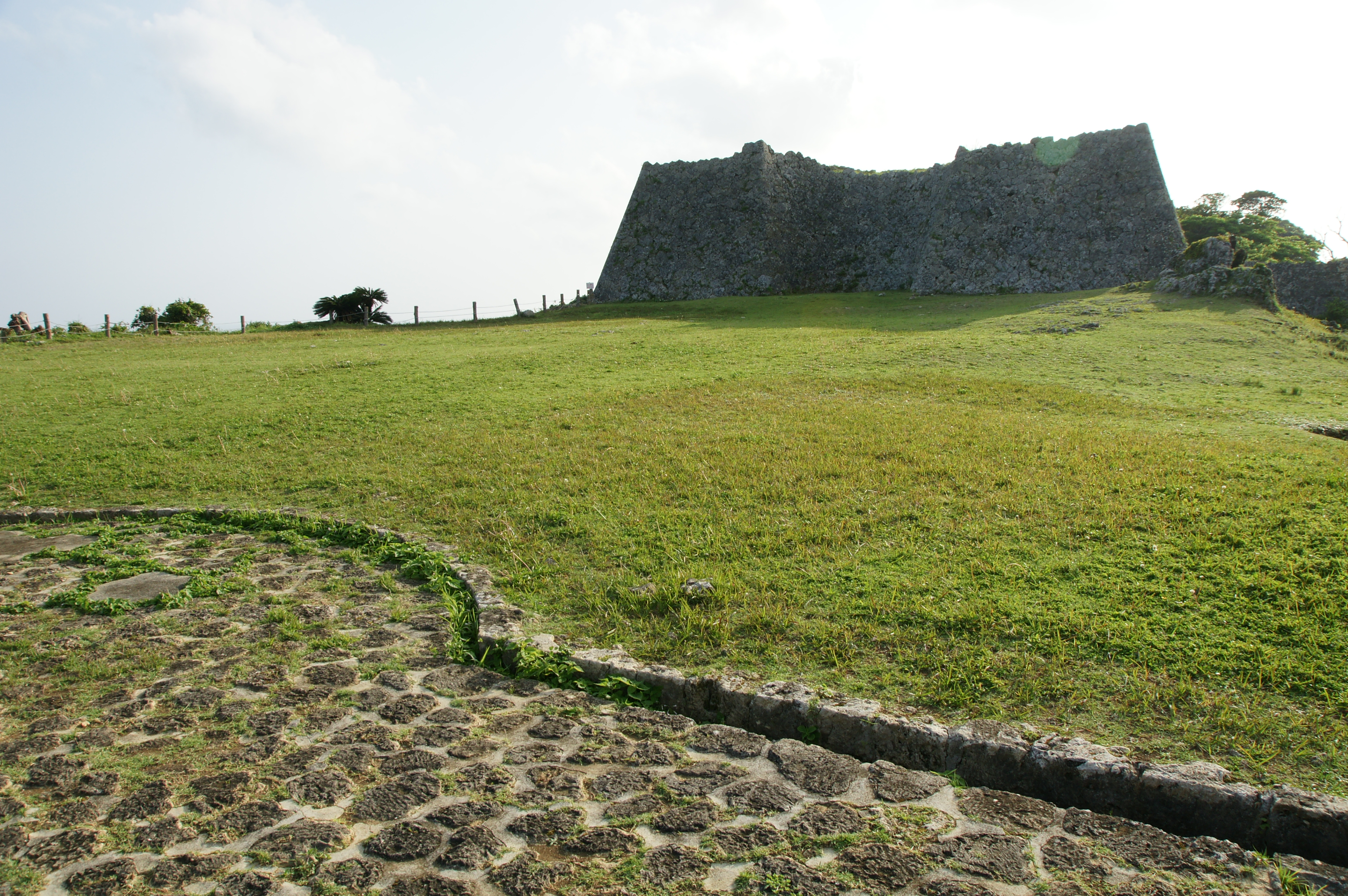
Vista general de la construcció

Gosamaru, un llegendari comandant de Ryūkyū, va construir la fortalesa a principis del segle xv per defensar-se contra els atacs d'Amawari, procedent del veí Castell Katsuren. Amawari va atacar el castell el 1458 i va derrotar a Gosamaru poc abans que el seu propi castell fos atacat pel general Uni-Ufugusuku.
El 1853, Matthew C. Perry, oficial naval dels Estats Units, va visitar el castell i va descobrir que les parets semblaven haver estat dissenyades per absorbir trets de canons.
Els sis jardins d'aquesta fortalesa, amb les seves parets de pedres apilades, el converteixen en un clar exemple de gusuku. El castell va ser afegit a la llista del Patrimoni de la Humanitat de la Unesco l'any 2000, en el conjunt anomenat «Llocs Gusuku i els béns culturals associats del regne de Ryukyu», i és un dels cent castells més coneguts del Japó. Les ruïnes de l'Hotel Nakagusuku es troben a menys de cinquanta metres del lloc.

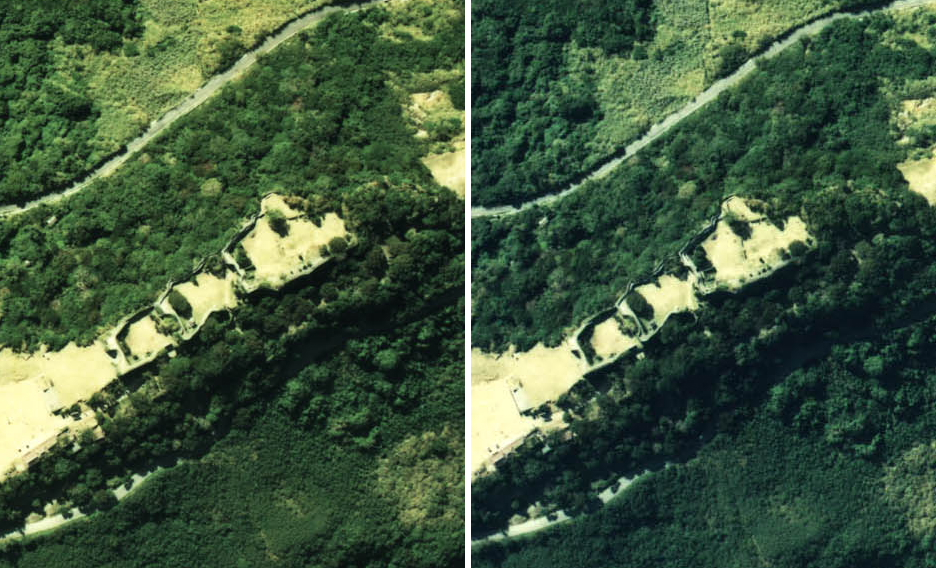
Vista del castell, ortofoto aèria
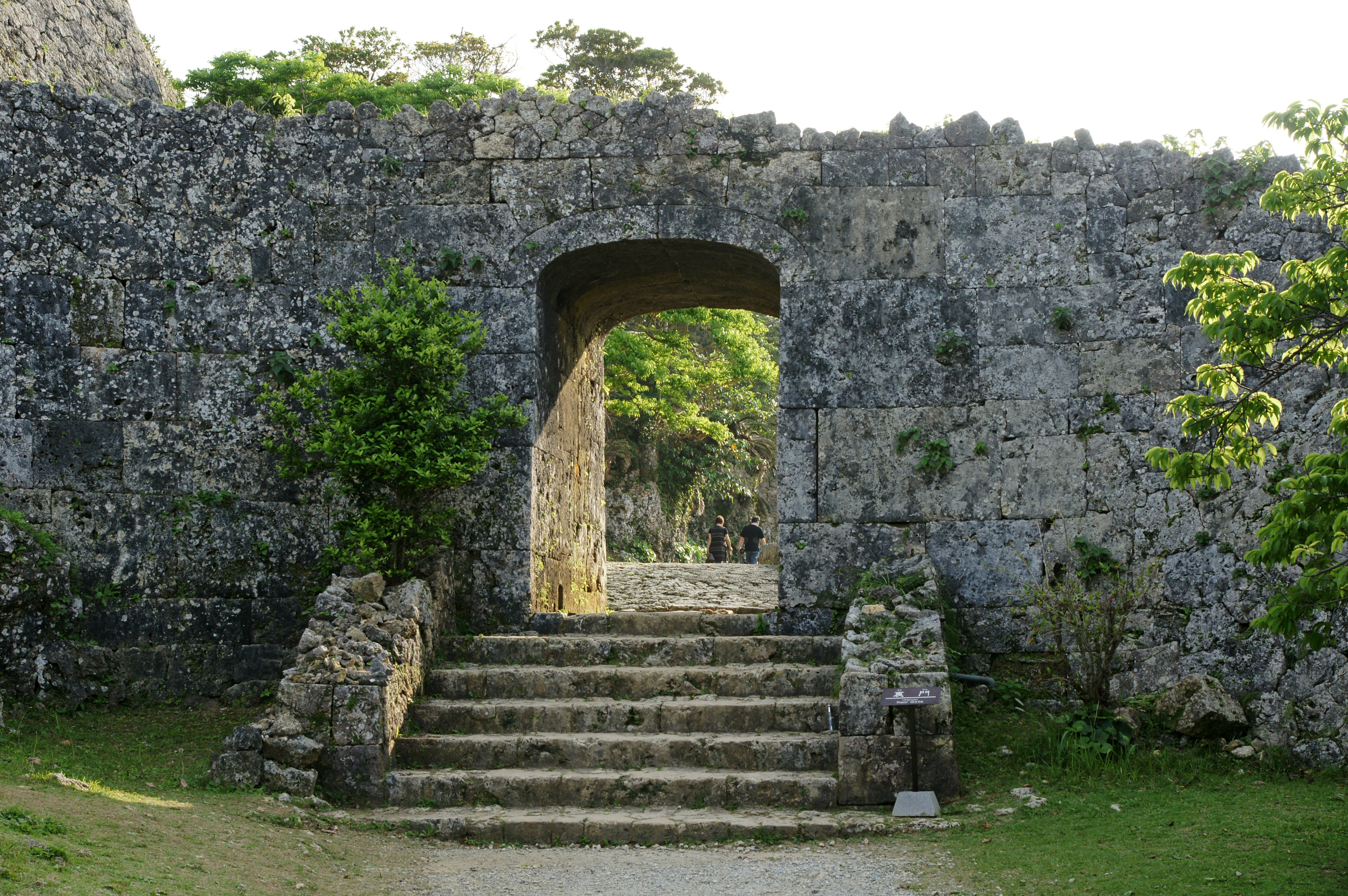
Porta d'accés al recinte fortificat
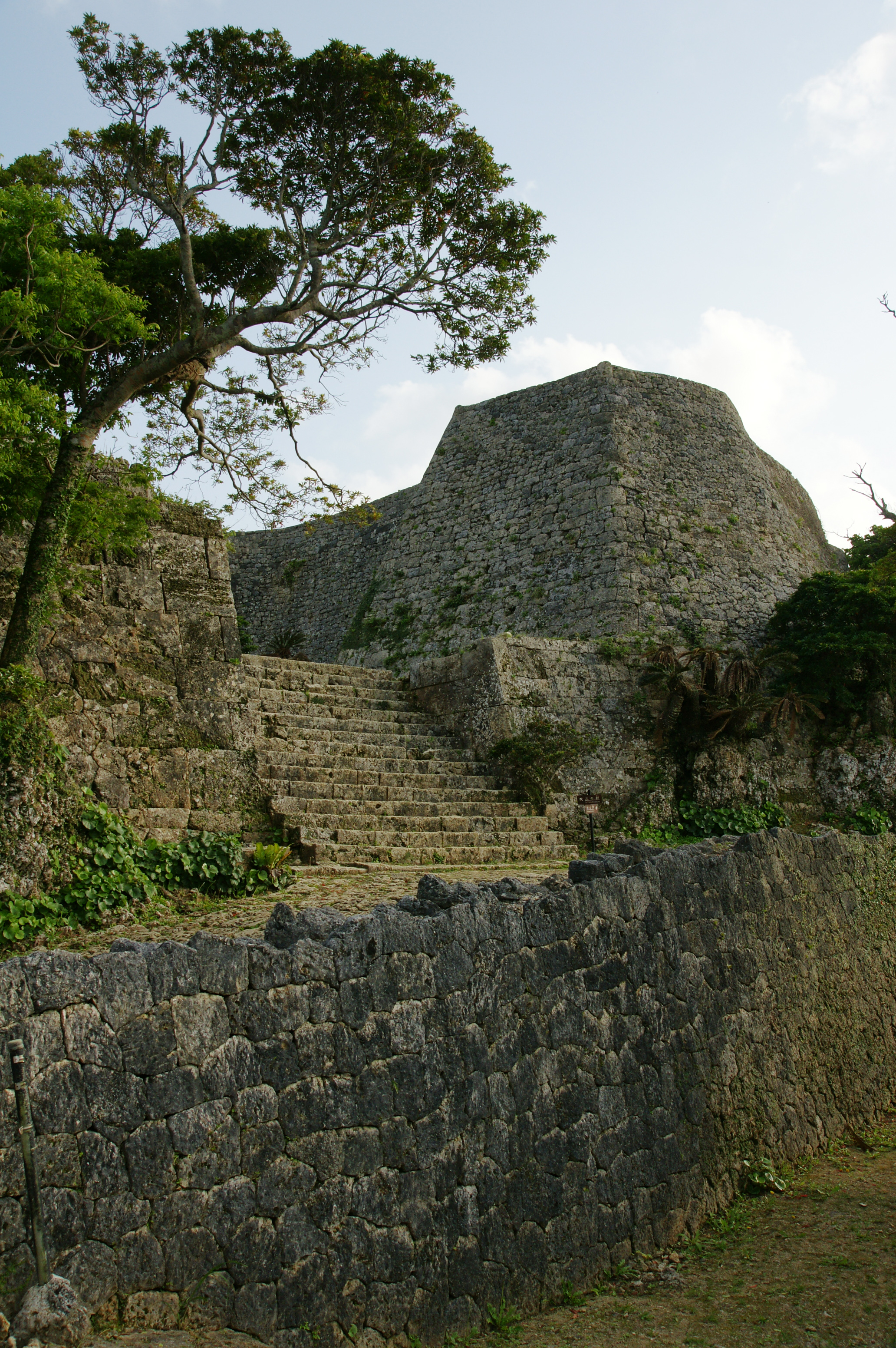
Vista parcial de les estructures de l'interior del castell
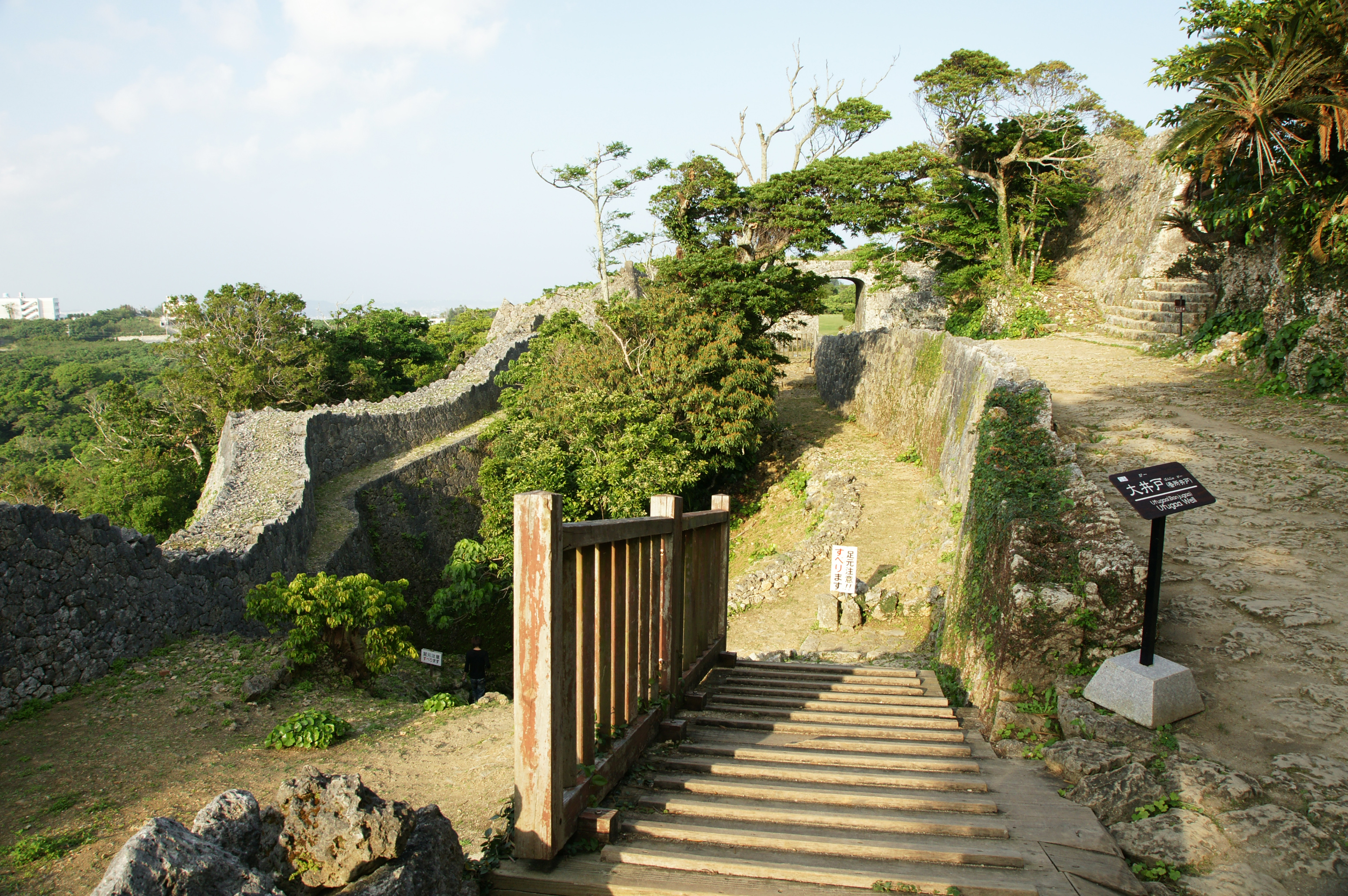
Vista de l'interior de la fortalesa
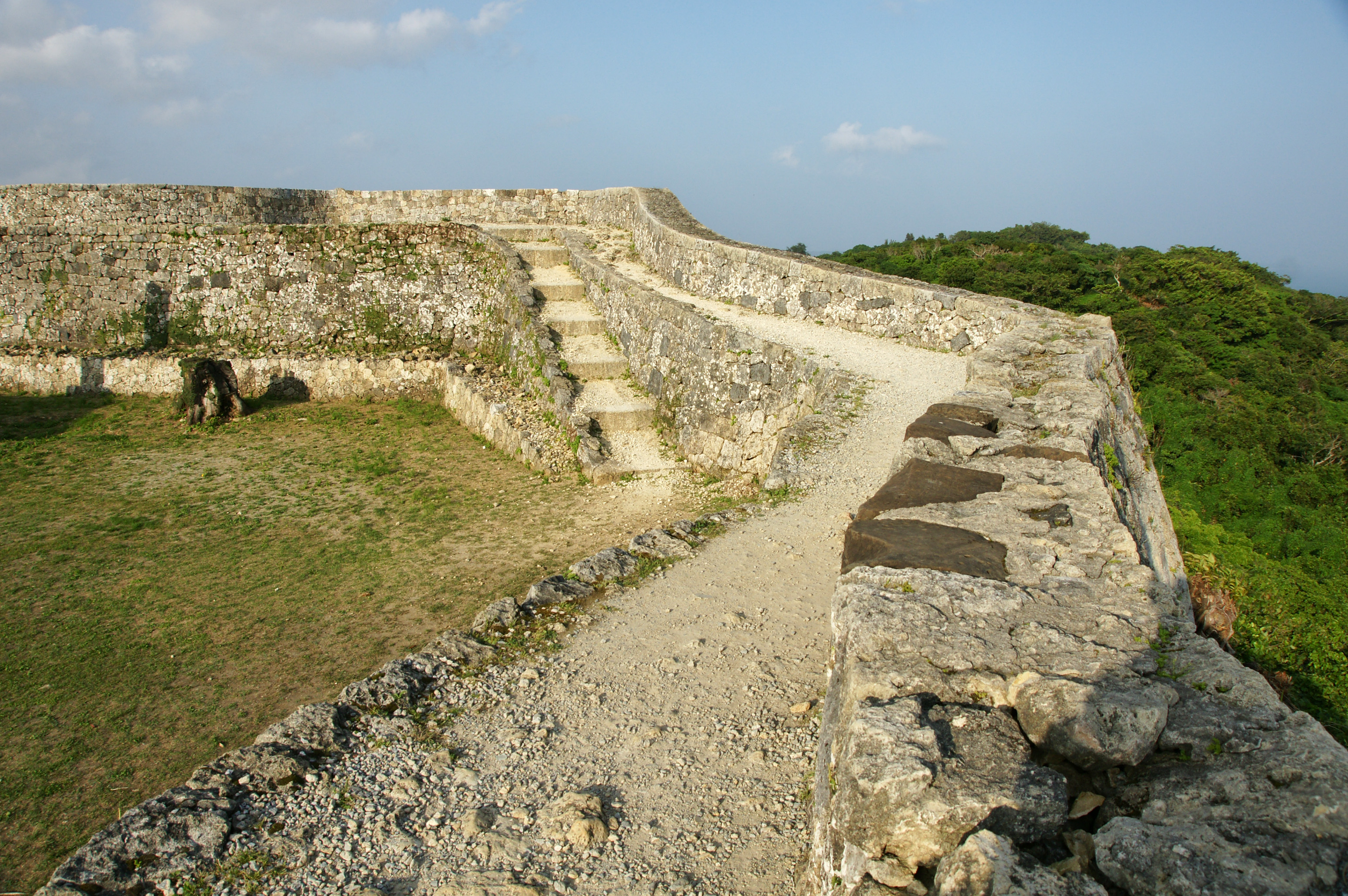
Camí de ronda a la part superior de les muralles